# Леандро Чічісола
Леандро Чічісола (ісп. Leandro "Chichi" Chichizola; народився 27 березня 1990, Сан-Хусто, Аргентина) — аргентинський футболіст, воротар італійської «Парми».

## Клубна кар'єра
Чічісола — вихованець клубу «Рівер Плейт». 14 лютого 2011 року в матчі проти «Тігре» він дебютував в аргентинській Прімері. За підсумками сезону клуб вилетів до Прімери B, але Леандро залишився в команді й через рік допоміг їй повернутися до еліти. 2014 року він став чемпіоном Аргентини. Влітку того ж року Чічісола на правах вільного агента підписав контракт з італійською «Спецією». 30 серпня в матчі проти «Варезе» він дебютував в італійській Серії B. За три роки Леандро провів за клуб понад 100 матчів. Влітку 2017 року Чічісола підписав угоду з іспанською «Лас-Пальмас». 18 серпня в матчі проти «Валенсії» він дебютував у Ла-Лізі.
Влітку 2018 року Чічісола приєднався до «Хетафе». 31 жовтня в поєдинку Кубка Іспанії проти «Кордоби» Леандро дебютував за основний склад. Утім цей матч залишився до гравця єдиним у складі клубу в рамках Ла-Ліги. Він провів у його команді два з половиною сезони, однак грав лише в іграх на Кубок Іспанії та в єврокубках.
Згодом протягом першої половини 2021 року грав у Сегунді за «Картахену», після чого повернувся до Італії, приєднавшись до друголігової «Перуджі», де нарешті знову мав статус основного голкіпера.
14 липня 2022 року перебрався до «Парми», також представника італійської Серії B.

## Статистика виступів

### За клуб
Станом на 12 серпня 2022
| Сезон               | Клуб                | Чемпіонат           | Чемпіонат | Чемпіонат | Національний кубок | Національний кубок | Національний кубок | Міжнародний кубок | Міжнародний кубок | Міжнародний кубок | Інші кубки | Інші кубки | Інші кубки | Загалом | Загалом | Загалом |
| Сезон               | Клуб                | Назва               | Ігри      | Голи      | Назва              | Ігри               | Голи               | Назва             | Ігри              | Голи              | Назва      | Ігри       | Голи       | Ігри    | Голи    |         |
| ------------------- | ------------------- | ------------------- | --------- | --------- | ------------------ | ------------------ | ------------------ | ----------------- | ----------------- | ----------------- | ---------- | ---------- | ---------- | ------- | ------- | ------- |
| 2014-2015           | Спеція              | B                   | 42+1      | -40 + -2  | КІ                 | 1                  | -2                 | -                 | -                 | -                 | -          | -          | -          | 44      | -44     |         |
| 2015-2016           | Спеція              | B                   | 42+3      | -45 + -4  | КІ                 | 5                  | -2                 | -                 | -                 | -                 | -          | -          | -          | 50      | -51     |         |
| 2016-2017           | Спеція              | B                   | 42+1      | -34 + -2  | КІ                 | 4                  | -5                 | -                 | -                 | -                 | -          | -          | -          | 47      | -41     |         |
| Загалом за «Спецію» | Загалом за «Спецію» | Загалом за «Спецію» | 126+5     | -119 + -8 |                    | 10                 | -9                 |                   | -                 | -                 |            | -          | -          | 141     | -136    |         |
| 2017-2018           | Лас-Пальмас         | ПД                  | 27        | -47       | КІ                 | 2                  | -4                 | -                 | -                 | -                 | -          | -          | -          | 29      | -51     |         |
| 2018–19             | «Хетафе»            | ПД                  | 1         | -1        | КІ                 | 6                  | -6                 | -                 | -                 | -                 | -          | -          | -          | 7       | -7      |         |
| 2019–20             | «Хетафе»            | ПД                  | 0         | 0         | КІ                 | 2                  | -3                 | ЛЄ                | 5                 | -4                | -          | -          | -          | 7       | -7      |         |
| 2020-січ. 2021      | «Хетафе»            | ПД                  | 0         | 0         | КІ                 | -                  | -                  | -                 | -                 | -                 | -          | -          | -          | 0       | 0       |         |
| Усього за «Хетафе»  | Усього за «Хетафе»  | Усього за «Хетафе»  | 1         | -1        |                    | 8                  | -9                 |                   | 5                 | -4                |            | -          | -          | 14      | -14     |         |
| січ.-черв. 2021     | «Картахена»         | СД                  | 8         | -9        | КІ                 | 0                  | 0                  | -                 | -                 | -                 | -          | -          | -          | 8       | -9      |         |
| 2021–22             | «Перуджа»           | B                   | 38+1      | -32 + -3  | КІ                 | 2                  | -3                 |                   | -                 | -                 |            | -          | -          | 42      | -38     |         |
| 2022–23             | «Парма»             | B                   | 1         | -2        | КІ                 | 1                  | 0                  | -                 | -                 | -                 | -          | -          | -          | 2       | -2      |         |
| Усього за кар'єру   | Усього за кар'єру   | Усього за кар'єру   | 237       | -244      |                    | 28                 | -27                |                   | 6                 | -4                |            | -          | -          | 271     | -275    |         |

## Досягнення
Командні
 «Рівер Плейт»
- Чемпіонат Аргентини — Фіналь 2014